# Sallent de Llobregat
Sallent ist ein Ort und eine Gemeinde (municipi) mit 6.927 Einwohnern (Stand: 2024) in der Comarca Bages in der Provinz Barcelona in der Autonomen Region Katalonien. Zur Gemeinde gehören auch die Ortschaften La Botjosa, Cabrianes, Cellers de la Serra, Cornet, Sant Martí i Fucimanya, Sant Ponç, Serraïma und Serra-sanç.

## Lage
Sallent liegt in einer Höhe von etwa 280 Metern ü. d. M. auf dem Ostufer des Riu Llobregat. Die Städte Barcelona und Manresa liegen etwa 77 Kilometer südöstlich bzw. etwa 17 Kilometer südwestlich.

## Bevölkerungsentwicklung
| Jahr      | 1960 | 1970 | 1981 | 1990 | 2000 | 2011 |
| Einwohner | 9227 | 8650 | 8148 | 7785 | 7159 | 6866 |

Bereits in der zweiten Hälfte des 19. Jahrhunderts hatte die Gemeinde etwa 4500 Einwohner; seitdem war bis in die 1960er Jahre ein anhaltendes Wachstum der Bevölkerung zu verzeichnen, das auch durch die Mechanisierung der Landwirtschaft nicht unterbrochen wurde. Erst in den letzten Jahrzehnten reduzierte sich die Einwohnerzahl deutlich.

## Wirtschaft
Früher lebten die Einwohner hauptsächlich als Selbstversorger von der Landwirtschaft, zu der auch der Anbau von Wein und die Haltung von Vieh gehörte. Bereits im ausgehenden Mittelalter fungierte Sallent auch als handwerkliches und merkantiles Zentrum für die Dörfer und Einzelgehöfte in der Umgebung. Im frühen 19. Jahrhundert entwickelte sich die Region Pla de Bages zu einem bedeutenden Weinbaugebiet, doch hatten die Gemeinden deshalb ganz besonders unter der Reblauskrise zu leiden. Die im Ort ansässige Textilindustrie sorgte bis in die Mitte des 20. Jahrhunderts für Arbeitsplätze; dann wurde die Produktion in Billiglohnländer verlagert. In den letzten Jahrzehnten siedelten sich kleinere Handwerks- und Industriebetriebe an.

## Geschichte
Bereits in iberischer Zeit stand auf dem Gemeindegebiet ein Dorf (Poblat ibèric del Cogulló), dessen Grundmauern bei Ausgrabungen freigelegt wurden. Aus römischer, westgotischer und islamischer Zeit sind bislang keine Funde gemacht worden. Im 9. und 10. Jahrhundert wurde das Gebiet durch die Grafen von Barcelona aus den Händen des Islam zurückerobert (reconquista), wiederbesiedelt (repoblación) und mit Burgen (castells) gesichert. Folgt man dem Stadtwappen, gab es hier bereits im Mittelalter eine Brücke über den Riu Llobregat; die heutige stammt aus dem 18. Jahrhundert. In der Schlussphase des Spanischen Erbfolgekrieges, d. h. im Jahr 1713 zerstörten spanische Soldaten die im Ort vorhandenen Pulvermühlen.

## Sehenswürdigkeiten
Der auf den ersten Blick nicht sehr ansehnliche Ort Sallent hat eine Fülle von denkmalgeschützten Bauten, wovon die Mehrzahl allerdings Bürgerhäuser des 19. und beginnenden 20. Jahrhunderts sind.

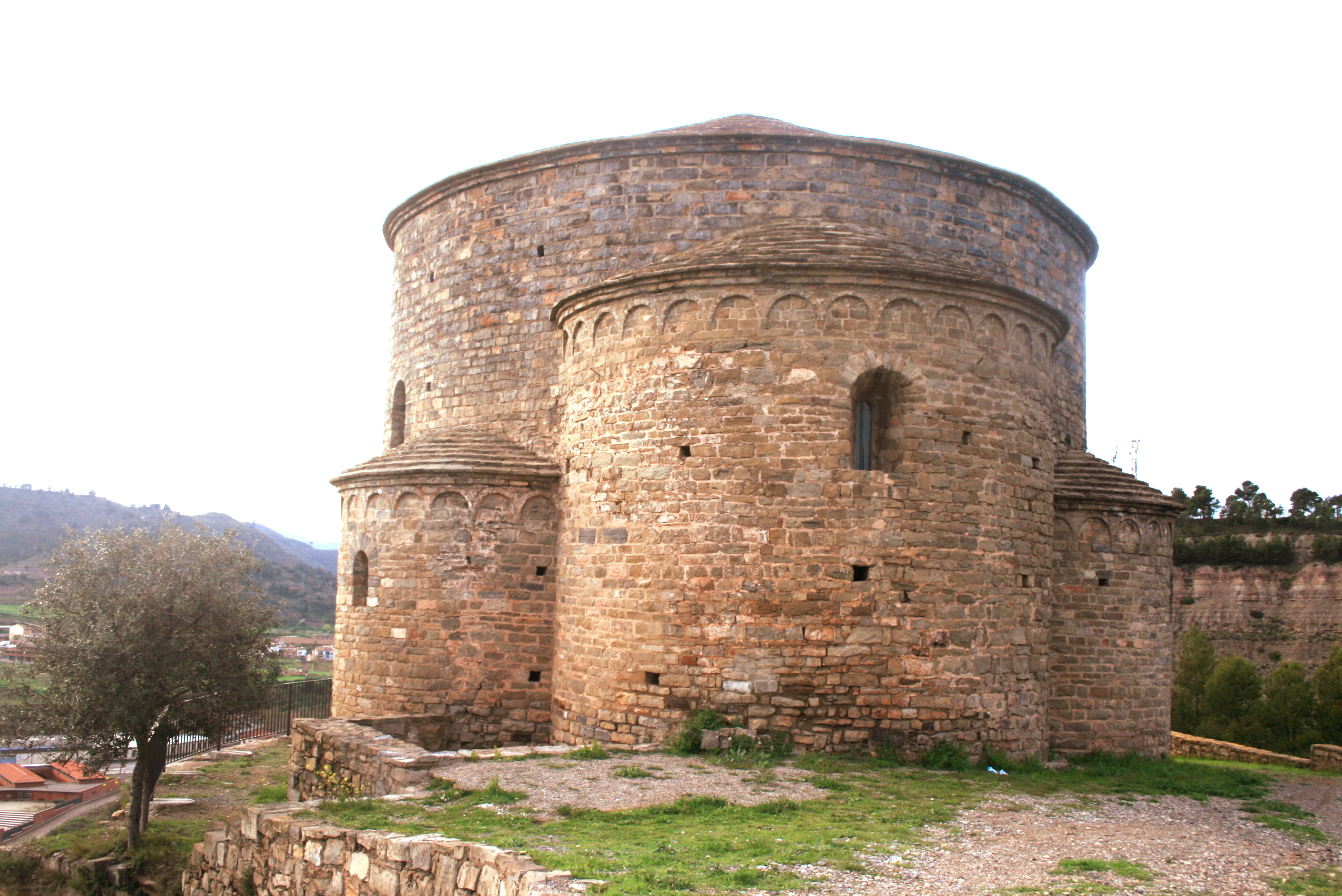
Sant Esteve i Sant Sebastià

- Die Ruinen der iberischen Siedlung (Poblat ibèric del Cogulló) sind eher für Spezialisten interessant, doch lohnt sich der Ausblick über das Tal.
- Die Ruine der Burg (castell) befindet sich auf einer Anhöhe oberhalb des Ortes.
- Unmittelbar daneben steht die Ende des 20. Jahrhunderts restaurierte romanische Rundkirche Sant Esteve i Sant Sebastià mit ihren drei Apsiden, die – als einzige Bauzier – unterhalb der Dachtraufe mit Rundbogenfriesen abschließen. Wahrscheinlich handelt es sich um die ehemalige Burgkapelle, doch man könnte auch an eine Kirche des Templerordens denken – in jedem Fall ist es für Katalonien – mit Ausnahme der deutlich kleineren Kirche von Vilanova bei Santa Maria d’Oló – ein nahezu einzigartiges Bauwerk.
- In mehreren zur Gemeinde gehörenden Dörfern stehen noch romanische Pfarr- oder Einsiedlerkirchen (ermitas), die ganz besonders wegen ihrer abgeschiedenen Lage beeindrucken.

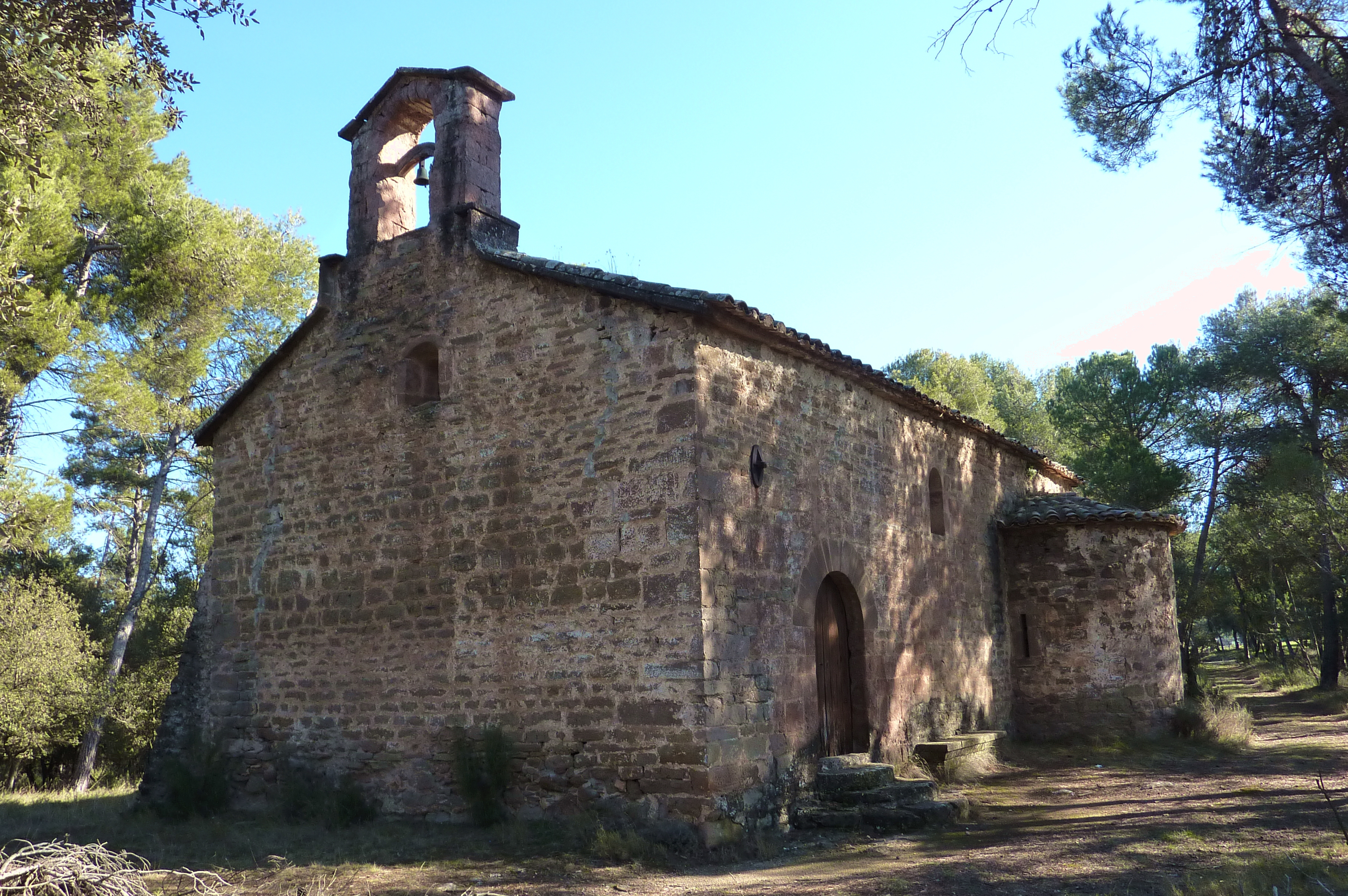
Santa Susanna d’Abellar
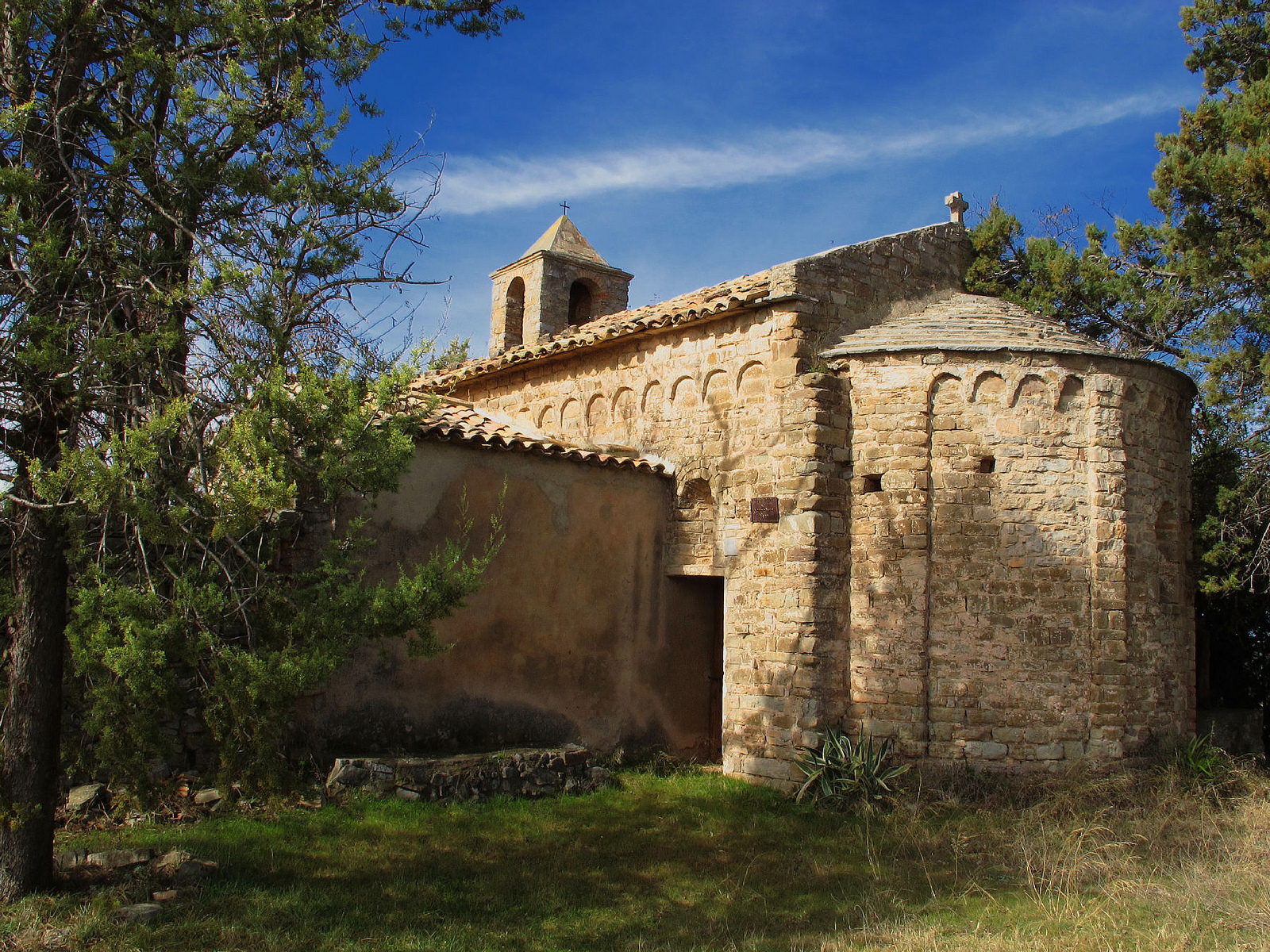
Sant Pere de Serraïma
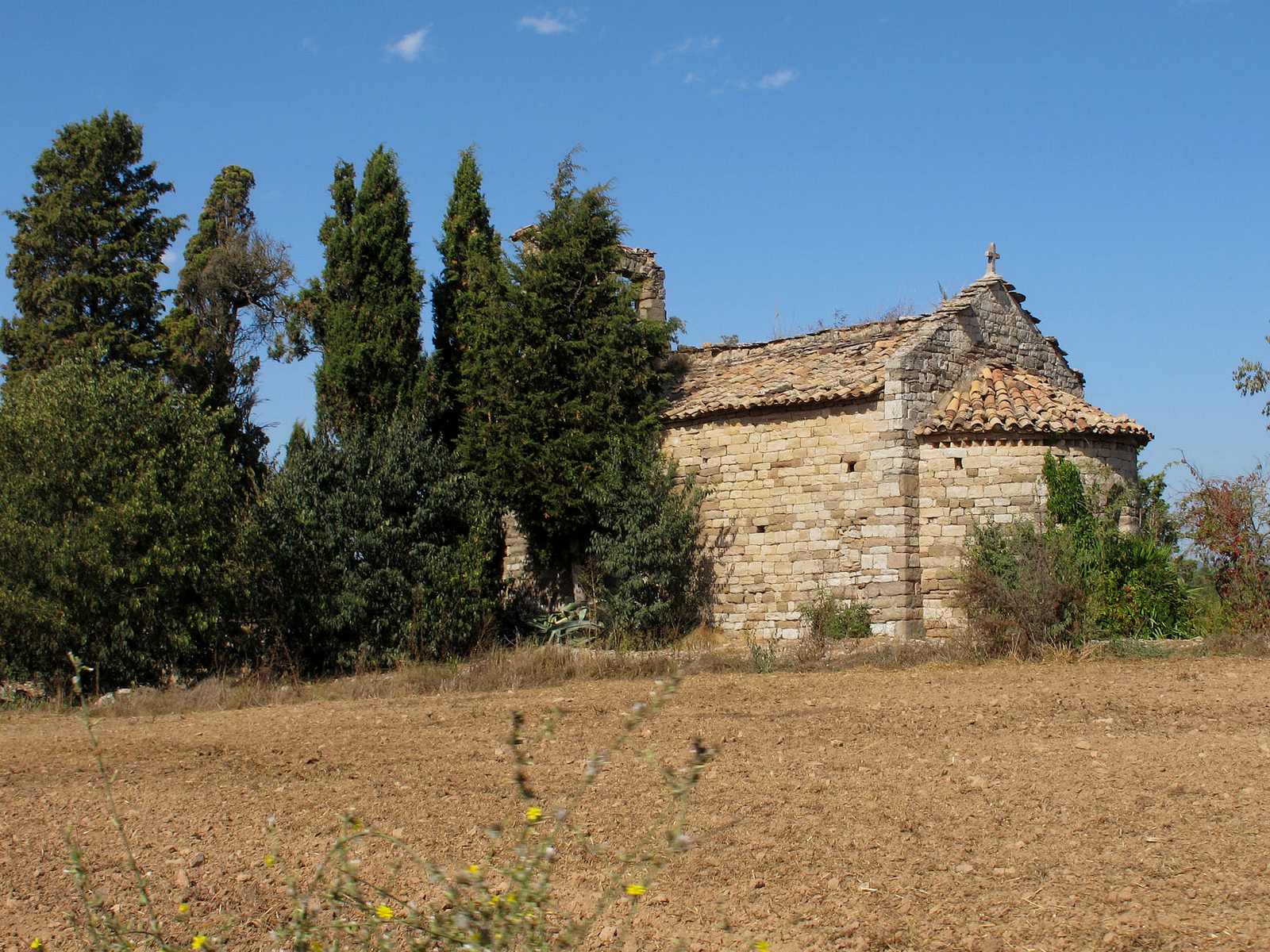
Sant Miquel de Serra-sanç
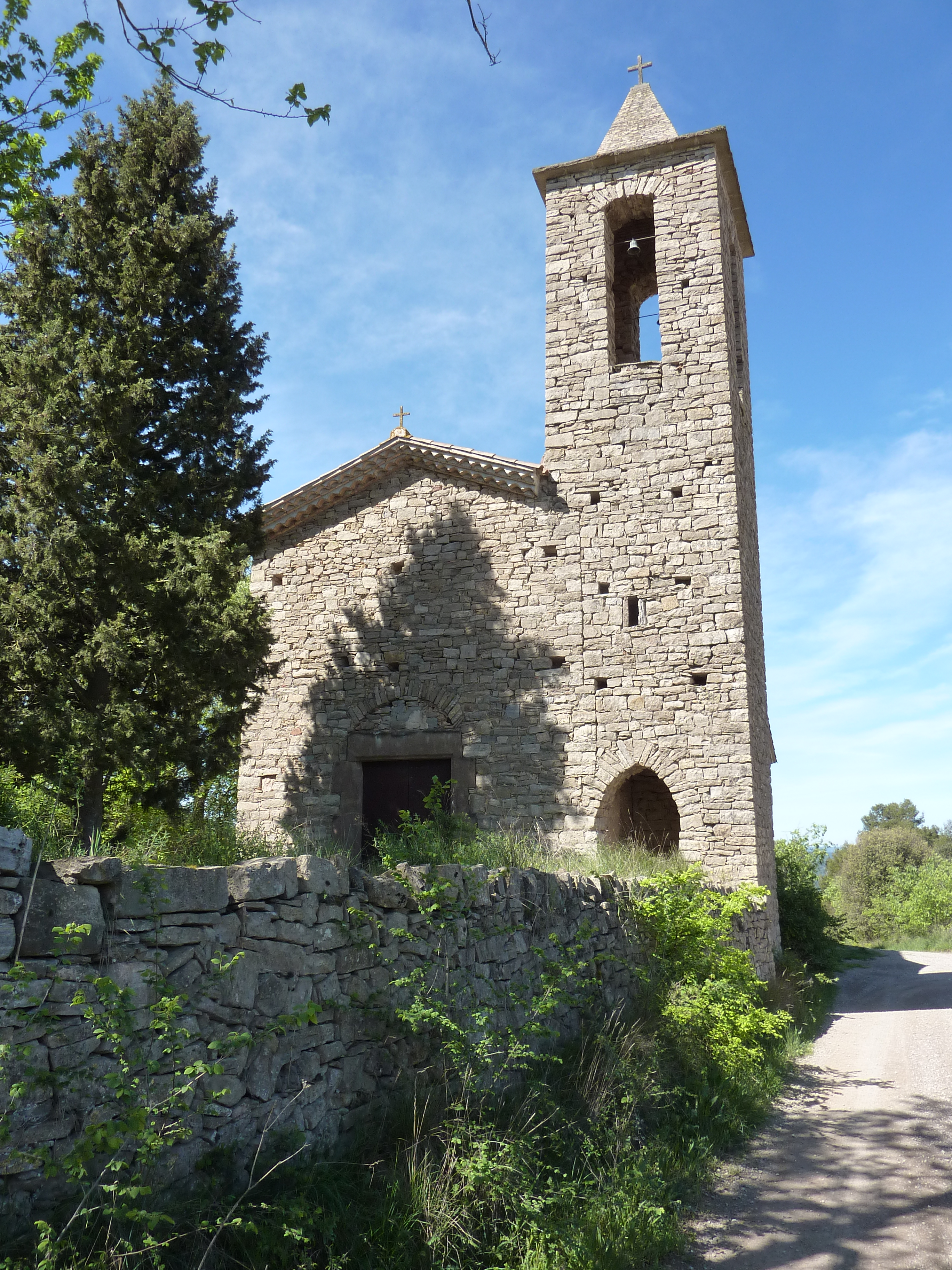
Sant Martí de Serraïma

## Persönlichkeiten
- Antonius Maria Claret (1807–1870), Ordensgründer, Erzbischof von Santiago de Cuba, Heiliger der römisch-katholischen Kirche
- Joan García (* 2001), Fußballtorhüter